# Мюзейєн Сенар
Мюзейєн Сенар (тур. Müzeyyen Senar), ім'я при народженні — Мюзейєн Домбайоглу; (тур. Müzeyyen Dombayoğlu; 16 липня 1918, Гекез, Келес, Бурса, Туреччина — 8 лютого 2015, Ізмір, Туреччина) — турецька співачка. Була відомою як «Діва республіки».

## Життєпис
Народилася в селищі Гекез району Келес провінції Бурса. Сенар мала двох братів — Ісмета і Хільмі. Мати Сенар співала їй, щоб дочка швидше засинала. У віці п'яти років, після повернення з весільної церемонії, вона почала заїкатися, що, на її думку, було наслідком переляку. Розлад мови тривав до повноліття, хоча, як це зазвичай буває у виконавців, це не впливало на її співочий голос. До шести років, вже знаючи напам'ять багато пісень, вона співала на сімейних святах і весіллях, на які її брала мати. У ранньому дитинстві Сенар утекла з дому батька в Бурсі в Стамбул, де жила її мати. Батьки Сенар розлучилися після 25 років шлюбу.
Музична кар'єра Мюзейєн Сенар почалася 1931 року після того, як вона приєдналася до «Anadolu Musiki Cemiyeti». Відомою стала після того, як її пісні потрапили на «Radio Istanbul» TRT.
1938 року за пропозицією Месута Джеміля переїхала в Анкару. 1941 року повернулася в Стамбул. 1947 року Мюзейєн Сенар дала свій перший концерт за кордоном, у Франції. Завершила кар'єру 1983 року.
У 1940-х роках Мюзейєн Сенар зіграла у фільмі «Аслі і Керем». У 1960-х виконала ролі у фільмах «Ana Yüreği» і «Sevgili Hocam». 1976 року зіграла саму себе в автобіографічному фільмі «Analar Ölmez».
Сафіє Айла, Мюзейєн Сенар і Хамієт Юджесес відомі в Туреччині як «Üç Dev Çınar» (три великі яворини). 
29 жовтня 2009 року в Анкарі пройшла виставка фотографій «Cumhuriyetin Divası: Müzeyyen Senar» (Діва республіки: Мюзейєн Сенар), організована колишньою ученицею Сенар Бюлент Ерсой.
Пішла з життя 8 лютого 2015 року у віці 96 років. Незадовго її госпіталізовано з пневмонією в шпиталь при Егейському університеті Ізміра. 10 лютого Мюзейєн Сенар поховано на кладовищі Зінджірлікую.